# Challenger de Roseto degli Abruzzi II 2022
El torneo Challenger di Roseto degli Abruzzi II 2022 fue un torneo de tenis perteneció al ATP Challenger Tour 2022 en la categoría Challenger 80. Se trató de la 2ª edición; el torneo tuvo lugar en la ciudad de Roseto degli Abruzzi (Italia), desde el 14 hasta el 20 de marzo de 2022 sobre pista de tierra batida al aire libre.

## Jugadores participantes del cuadro de individuales
| Favorito | País                       | Jugador                 | Rank1 | Posición en el torneo |
| -------- | -------------------------- | ----------------------- | ----- | --------------------- |
| 1        | Bandera de República Checa | Jiří Veselý             | 74    | Primera ronda         |
| 2        | Bandera de Italia          | Gianluca Mager          | 95    | Primera ronda         |
| 3        | Bandera de España          | Carlos Taberner         | 105   | Cuartos de final      |
| 4        | Bandera de Francia         | Corentin Moutet         | 108   | Baja                  |
| 5        | Bandera de España          | Bernabé Zapata Miralles | 118   | Primera ronda, retiro |
| 6        | Bandera de Serbia          | Nikola Milojević        | 126   | Primera ronda         |
| 7        | Bandera de Eslovaquia      | Andrej Martin           | 127   | Primera ronda         |
| 8        | Bandera de China Taipéi    | Chun-hsin Tseng         | 159   | FINAL                 |

- 1 Se ha tomado en cuenta el ranking del 7 de marzo de 2022.

### Otros participantes
Los siguientes jugadores recibieron una invitación (wild card), por lo tanto ingresan directamente al cuadro principal (WC):
- Flavio Cobolli
- Andrea Del Federico
- Giulio Zeppieri

Los siguientes jugadores ingresan al cuadro principal tras disputar el cuadro clasificatorio (Q):
- Luciano Darderi
- Alexis Gautier
- Carlos Gimeno Valero
- Zsombor Piros
- Andrea Vavassori
- Louis Wessels

## Campeones

### Individual Masculino
- Manuel Guinard derrotó en la final a  Chun-hsin Tseng, 6–1, 6–2

### Dobles Masculino
- Franco Agamenone /  Manuel Guinard derrotaron en la final a  Ivan Sabanov /  Matej Sabanov, 7–6(2), 7–6(3)